# 실크 (2007년 영화)
실크(Silk)는 캐나다, 영국, 일본에서 제작된 프랑소와 지라르 감독의 2007년 드라마, 멜로/로맨스 영화이다. 키이라 나이틀리 등이 주연으로 출연하였고 도메니코 프로카치 등이 제작에 참여하였다.

## 출연

### 주연
- 키이라 나이틀리
- 마이클 피트
- 야쿠쇼 코지

### 조연
- 알프리드 몰리나
- 아시나 세이
- 토니 보걸
- 토니 버토렐리
- 케네스 웰쉬
- 마샤 번스
- 칼로 세치
- 마크 피오리니
- 알렉산더 브룩스
- 테즈카 토루
- 모리타 히로야
- 쿠니무라 준
- 혼고 카나타
- 칼럼 키스 레니
- 와타나베 나오코

## 제작진
- 원작자: 알레산드로 바리코
- 미술: 프랑수아 세귄
- 의상: 쿠로사와 카즈코
- 의상: 카를로 포기오리
- 배역: 수지 피기스
- 배역: 베아트리스 크루거